# 烤全羊

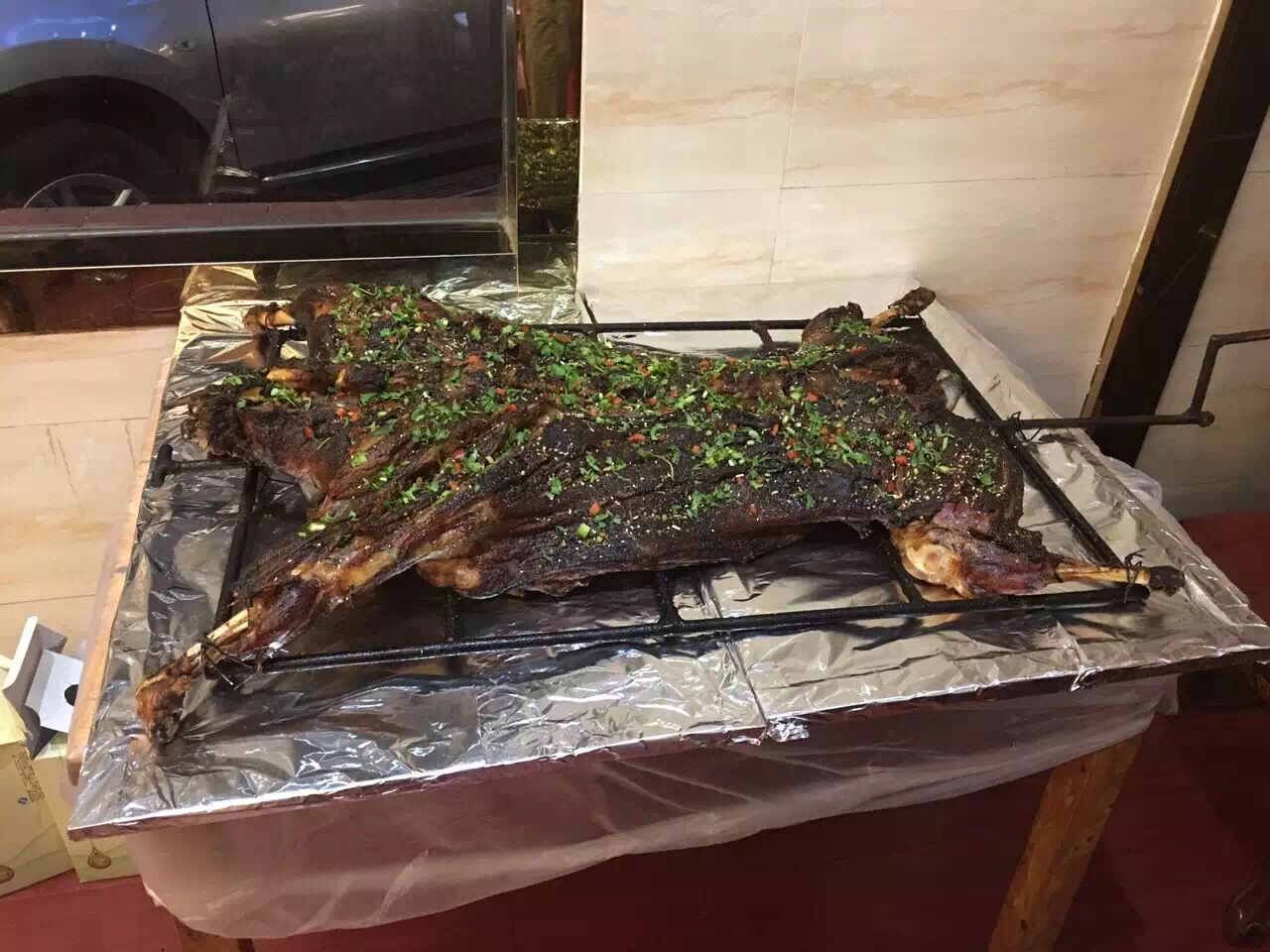
新鲜出炉的烤全羊

烤全羊（維吾爾語：تونۇر كاۋىپى‎，拉丁维文：tonur kawipi）是新疆、蒙古等地区的羊肉食品，也是蒙古族用于接待贵宾的一道菜。

## 由来
据考古学家的研究成果，“鄂尔多斯人”牙齿化石临近的地区，不仅发现了古代人类残留下来的灰烬，而且还有一些烧过的骨骼。而《元史》记载，大约公元12世纪的蒙古人“掘地为坎以燎肉”，13世纪的中国元朝时期，烹饪方式和做工已经变得更加精细，更加讲究。而在康熙、乾隆年间，北京的“罗王府”产出的烤全羊是闻名遐迩的，其厨师嘎如迪（蒙古族人）亦十分有名。

### 制作方法、吃法
严格制作的烤全羊原料要选用两岁大的小羊，将用蛋黄、盐、孜然、胡椒、面粉等调成的糊，抹到处理干净后的整只羊上，把羊头朝下吊在炽热的馕坑中烤。用湿布等密、封盖严坑口，烤一小时后可以观察，全羊烤成金黄色，即可取出。
全羊烤好后放到餐车上，在羊嘴放香菜或芹菜，用小刀割下羊肉食用。在城市乡镇里，设有现烤现卖的烤全羊摊，专门剁块零卖。